# Ante Jurić (calciatore jugoslavo)
Ante Jurić (Spalato, 1º febbraio 1934 – 4 settembre 2013) è stato un calciatore jugoslavo, di ruolo portiere.

## Carriera

### Club
Nel 1955 a soli diciannove anni si accasò all'Hajduk Spalato, il 4 dicembre debuttò tra i pali dei Bili nella sconfitta in esterna di campionato contro il OFK Belgrado (2-0). Dopo 10 stagioni tra le file dell'Hajduk nel 1965 giocò per mezza stagione tra le file del RNK Spalato.

### Nazionale
Giocò la sua prima ed unica partita in nazionale maggiore il 26 aprile 1959 contro la Svizzera a Basilea.

## Statistiche

### Cronologia presenze e reti in nazionale
| Cronologia completa delle presenze e delle reti in nazionale ― Jugoslavia | Cronologia completa delle presenze e delle reti in nazionale ― Jugoslavia | Cronologia completa delle presenze e delle reti in nazionale ― Jugoslavia | Cronologia completa delle presenze e delle reti in nazionale ― Jugoslavia | Cronologia completa delle presenze e delle reti in nazionale ― Jugoslavia | Cronologia completa delle presenze e delle reti in nazionale ― Jugoslavia | Cronologia completa delle presenze e delle reti in nazionale ― Jugoslavia | Cronologia completa delle presenze e delle reti in nazionale ― Jugoslavia |
| Data                                                                      | Città                                                                     | In casa                                                                   | Risultato                                                                 | Ospiti                                                                    | Competizione                                                              | Reti                                                                      | Note                                                                      |
| ------------------------------------------------------------------------- | ------------------------------------------------------------------------- | ------------------------------------------------------------------------- | ------------------------------------------------------------------------- | ------------------------------------------------------------------------- | ------------------------------------------------------------------------- | ------------------------------------------------------------------------- | ------------------------------------------------------------------------- |
| 26-4-1959                                                                 | Basilea                                                                   | Svizzera                                                                  | 1 – 5                                                                     | Jugoslavia                                                                | Coppa Internazionale 1955-1960                                            | -1                                                                        |                                                                           |
| Totale                                                                    |                                                                           | Presenze                                                                  | 1                                                                         |                                                                           | Reti                                                                      | -1                                                                        |                                                                           |